# Ben Moody
Ben Moody, właściwie Benjamin Raymond Moody II (ur. 22 stycznia 1981 w Little Rock, Arkansas) – amerykański muzyk i kompozytor, znany przede wszystkim z występów w zespole Evanescence, którego był współzałożycielem. W 2005 roku ukazał się debiutancki singel solowy muzyka zatytułowany Everything Burns. Od 2009 roku występuje w zespole We Are the Fallen.

## Działalność artystyczna
Grupa Evanescence powstała w połowie lat 90. Moody założył ją wraz z Amy Lee. wspólne prace podjęli jeszcze w liceum. Ben grał na gitarze, gitarze basowej, perkusji oraz fortepianie oraz był autorem tekstów zespołu. Pierwszą płytę z utworem "Bring me to life" wydali 2003 roku, jednak Moody opuścił zespół w trasie koncertowej 22 października.
W 2005 roku powrócił jako solowy wokalista z utworem "Everything Burns", który wykonał z Anastacią. Piosenka ta znalazła się na ścieżce dźwiękowej do filmu Fantastyczna Czwórka.

## Dyskografia
| Solo - Everything Burns (2005, singel) - Mutiny Bootleg E.P. (2008) - All for This (2009) - You Can't Regret What You Don't Remember (2011) We Are the Fallen - Tear the World Down (2010) Evanescence - Fallen (2003) |  | Współpraca z innymi muzykami - Jason C. Miller & Jason Gong Jones – The Punisher-Soundtrack – utwór "The End Has Come", 2004 - Avril Lavigne – Under My Skin – utwór "Nobody's Home", 2004 - Kelly Clarkson – Breakaway – utwory "Addicted", "Because of You", 2004 - Lindsay Lohan – A Little More Personal – utwory "Fastlane",2005 - Anastacia – Fantastic Four – The Album – utwór "Everything Burns", 2005 - Céline Dion – Taking Chances, producent kilku utworów i współautor utworu This Time, 2007 - Hana Pestle – This Way, współtwórca 10 utworów (teksty, gitary, klawisze), 2009 |